# Oleg Nedaşkovskïý
Oleg Nedaşkovskïý (in kazako Олег Недашковский?, in russo Олег Олегович Недашковский?, Oleg Olegovič Nedaškovskij; Džambul, 9 settembre 1987) è un calciatore kazako, centrocampista del Tobıl.